# Іванов Борис Олексійович (генерал-лейтенант)
Бори́с Олексі́йович Іванов (4 червня 1915 , Петроград  — 16 листопада 1983 , Київ ) — радянський діяч органів держбезпеки, генерал-лейтенант. Депутат Верховної Ради УРСР 6–8-го скликань. Член ЦК КПУ (1969–1976). Кандидат в члени ЦК КПУ (1966–1969).

## Біографія
Народився 5 червня 1915 року в Петрограді в родині робітника. Трудову діяльність розпочав 1931 року після закінчення школи фабрично-заводського навчання.
З 1934 року — на строковій службі в прикордонних військах НКВС СРСР. У 1937 році закінчив 2-гу школу прикордонної і внутрішньої охорони НКВС.
У 1937–1942 роках — помічник начальника застави, начальник застави, начальник штабу комендатури Управління прикордонної і внутрішньої охорони (УПВО) НКВС Західно-Сибірського округу.
У 1942–1945 роках — старший помічник начальника, начальник відділення штабу прикордонного загону в Управлінні прикордонних військ (УПВ) НКВС Казахського, а потім Українського округів.
Член ВКП(б) з 1943 року.
У 1945–1948 роках — слухач Військової академії імені Фрунзе.
У 1948–1952 роках — заступник начальника, начальник 66-го Памірського прикордонного загону Управління прикордонних військ МВС—МДБ Середньоазіатського округу.
У 1952–1953 роках — заступник начальника Управління прикордонних військ МДБ Хабаровського округу — начальник штабу. У 1953–1957 роках — заступник начальника Управління прикордонних військ МВС Далекосхідного округу — начальник штабу.
У 1957–1959 роках — слухач Вищих академічних курсів при Військовій академії Генерального штабу Збройних сил СРСР імені Ворошилова.
У 1959–1960 роках — начальник військ Управління прикордонних військ КДБ Далекосхідного округу. У 1960 — червні 1961 року — начальник військ Хабаровської оперативної групи прикордонних військ КДБ.
У червні (затв. у серпні) 1961 — березні 1963 року — заступник голови — начальник прикордонних військ оперативної групи та член колегії КДБ при Раді міністрів Української РСР.
У березні 1963 — січні 1972 року — начальник військ Червонопрапорного Західного прикордонного округу КДБ.
З січня 1972 року — у відставці. Помер 16 листопада 1983 року в Києві.

## Звання
- генерал-майор
- генерал-лейтенант

## Нагороди
- три ордени Червоного Прапора
- три ордени Червоної Зірки
- Почесна Грамота Президії Верховної Ради Української РСР (3.06.1975)
- почесний співробітник держбезпеки
- медалі, у тому числі іноземних держав.